# Raad voor de Luchtvaart
De Raad voor de Luchtvaart (Engels: Netherlands Aviation Safety Board) was van 1937 tot 1999 een Nederlandse overheidsorganisatie van het ministerie van Verkeer en Waterstaat. Het was een onafhankelijk orgaan dat onderzoek deed naar voorvallen (rampen, ongevallen en bijna-ongevallen) in het luchtvaartverkeer. De Raad was gevestigd in Hoofddorp. Per 1 januari 1999 ging de Raad voor de Luchtvaart op in de Raad voor de Transportveiligheid.

## Historie
De instelling van de Raad voor de Luchtvaart werd vanaf 1937 geregeld in de Luchtvaartrampenwet naar aanleiding van luchtvaartincidenten in 1936 en 1937. De Raad voor de Luchtvaart was gevestigd in Den Haag. De voorzitter was lid van de Hoge Raad en de raad bestond eerst uit tien, later uit vier leden. Tot 1993 had de Raad voor de Luchtvaart ook een tuchtrechtelijke functie. Met de inwerkingtreding van de Luchtvaartongevallenwet werd per 29 januari 1993 een nieuwe Raad voor de luchtvaart geïnstalleerd.
Per 1 januari 1999 ging de Raad voor de Luchtvaart op in de Raad voor de Transportveiligheid (RvdT). Binnen de RvdT diende hij als "kamer voor luchtvaartongevallen". De RvdT werd onafhankelijker gemaakt van de overheid.
Per 1 februari 2005 ging de RvdT zelf op in de Onderzoeksraad voor Veiligheid (OVV), samen met de Marineraad en Raad van Advies inzake Luchtvaartongevallen bij Defensie.

## Onderzoeken (selectie)
Vliegramp van Biak
De Raad voor de Luchtvaart onderzocht in 1957-1958 de vliegramp van Biak, waarbij een Lockheed L-1049-E op 16 juli 1957 nabij het eiland Biak in Nederlands-Nieuw-Guinea in zee stortte. Het eindrapport verscheen in maart 1958.
Bijlmerramp
De Raad onderzocht in 1992-1994 de Bijlmerramp. Het eindrapport verscheen in februari 1994. In februari 1999 werd E.R. Müller, sinds 29 januari 1993 lid van de Raad en later de voorzitter, verhoord door de Enquêtecommissie, die trachtte feiten rond de ramp te achterhalen over zaken die tot dan toe onduidelijk waren gebleven.
KLM cityhopper vlucht 433
In 1994-1995 onderzocht de Raad het ongeluk met de KLM Cityhopper tijdens vlucht 433 op 4 april 1994.
Dakotaramp
In 1996-1997 onderzocht de Raad de Dakotaramp, het ongeluk met de Douglas DC-3, die op 25 september 1996 neerstortte in de Waddenzee. Het eindrapport verscheen in december 1997.